# チョロフモ

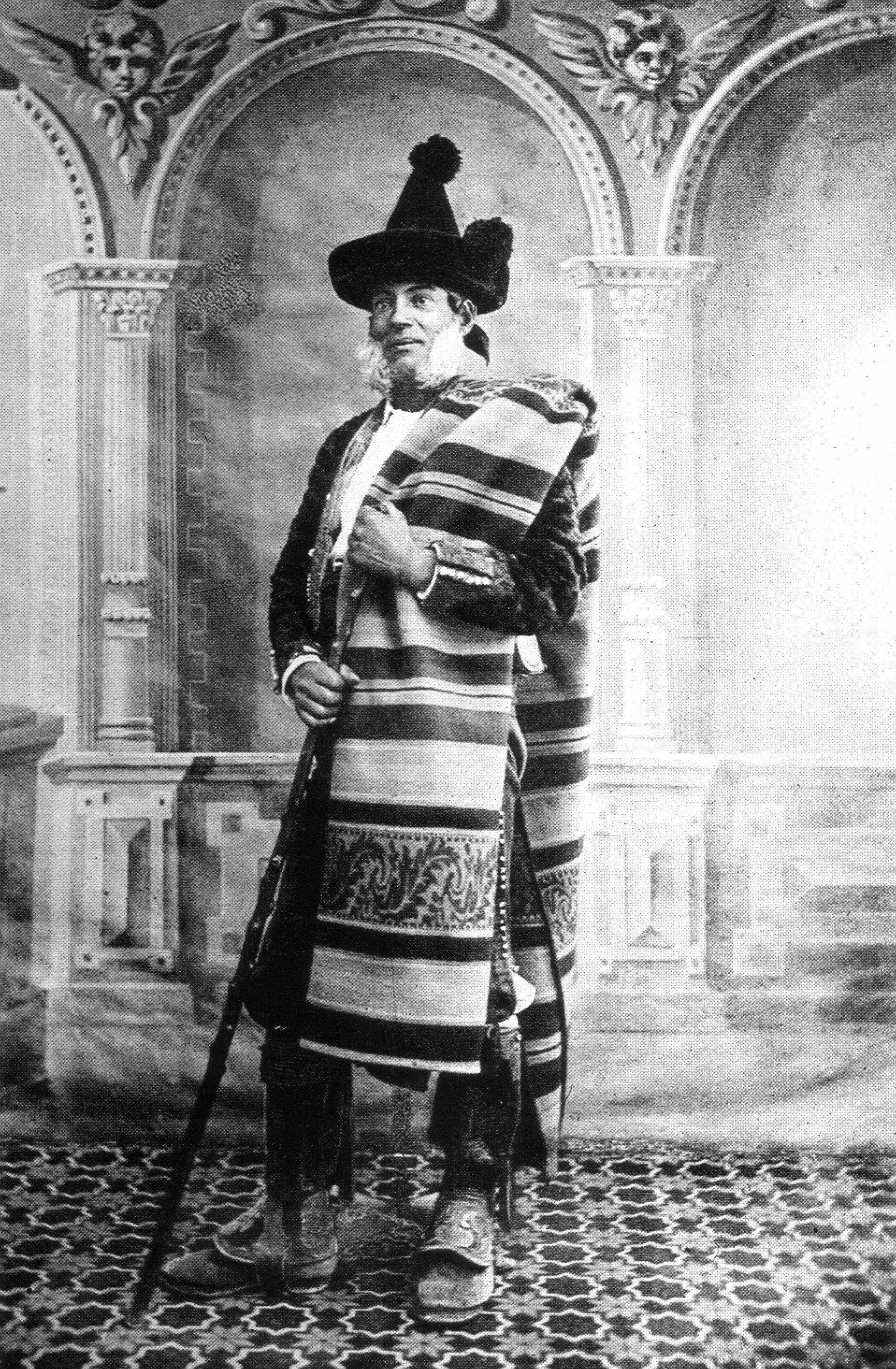
チョロジュモ。

Miquel Carbonell Selva （1890）によって描かれたChorrojumoの肖像画。

チョロフモことマリアーノ・フェルナンデス・サンティアゴ（Mariano Fernández Santiago、1824年 - 1906年12月10日）は、19世紀後半のスペイン・グラナダにおける傑出したジプシーである。彼の名前は、「煙の流れ」という現地の言葉に由来している。

## 人物
自称「ジプシーの王子」は、アルハンブラ宮殿周辺の観光客を案内し、自身の輝かしい過去の物語を語り、自らの肖像画を販売することで生計を立てていた。